# Yaginumaella lushiensis
Yaginumaella lushiensis là một loài nhện trong họ Salticidae.
Loài này thuộc chi Yaginumaella. Yaginumaella lushiensis được Zhang & Zhu miêu tả năm 2007.